# St. Bartholomäus (Greßthal)

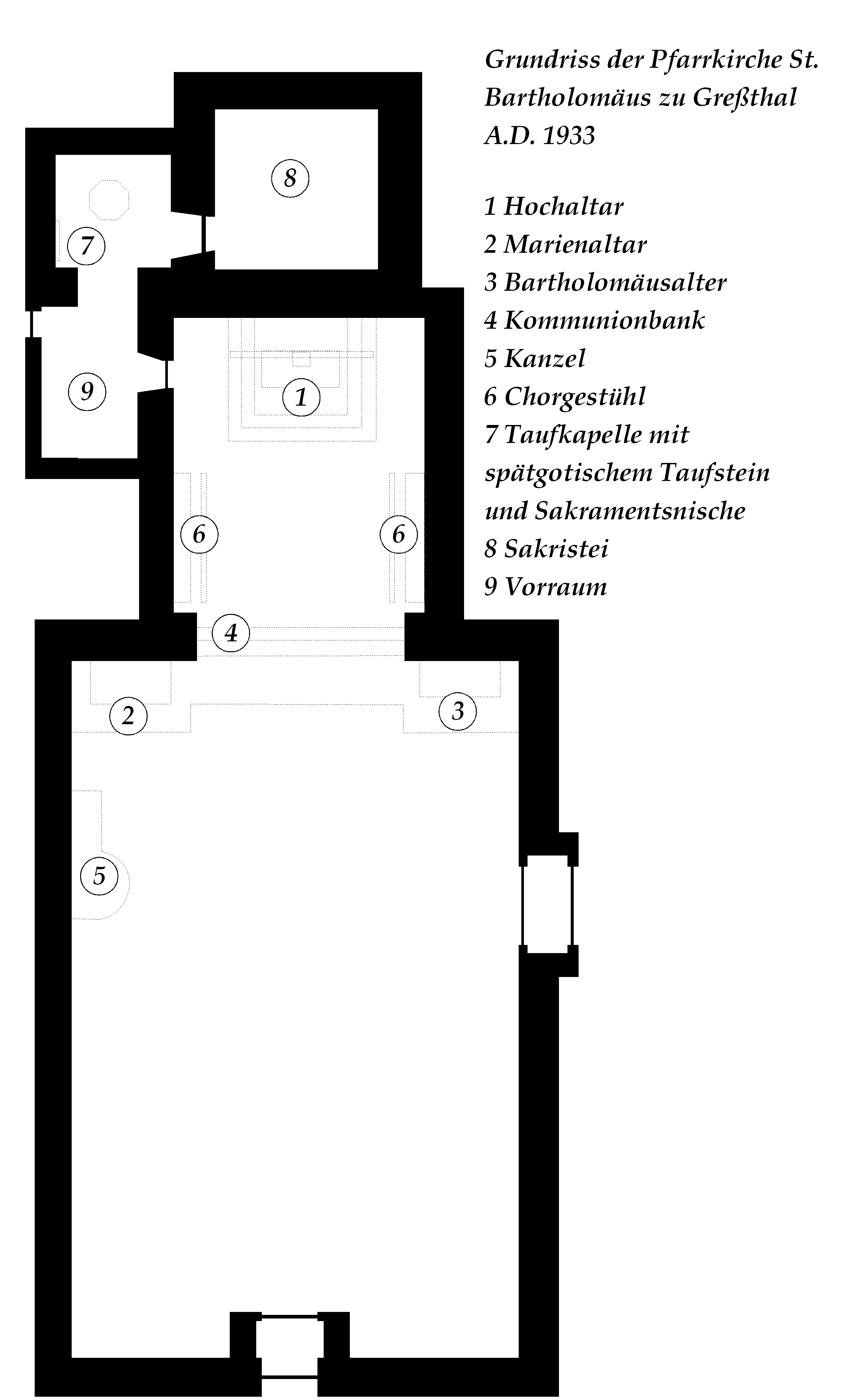
Grundriss der Pfarrkirche St. Bartholomäus zu Gressthal nach dem Umbau von 1933.

Die Pfarrkirche St. Bartholomäus in Greßthal ist eine der ältesten Kirchenanlagen der Diözese Würzburg. Sie entstand als Eigenkirche der Schweinfurter Grafen und erhielt im 15. Jahrhundert den Status einer Oberpfarrei. In den 1920er Jahren begannen Planungen für einen imposanten Umbau, der nicht im vollen Maße realisiert werden konnte. Heute hat sie einen wichtigen Stellenwert, da sie frühe Fresken von Alois Bergmann-Franken in sich birgt.

## Erstes Bauwerk
Durch die Franken begann in Greßthal um das Jahr 600 die Christianisierung. Die Missionare errichten hier am einstigen heidnischen Kultplatz ein erstes Kreuz. 680 wurde die erste Kirche erbaut. Ein fränkischer Wanderbischof weihte sie damals dem Heiligen Matthias. Die Schweinfurter Grafen gründeten im 8. Jahrhundert eine erste Pfarrei. Diese wurde mit einem großen Pfarrgut ausgestattet, welches eine sehr hohe regionale Bedeutung hatte.
Seit dem Jahre 804 war Greßthal dem Kloster Fulda zugeordnet. Im 12. Jahrhundert bauten die Fuldaer Äbte die Pfarrkirche zu einer Kirchenburg aus (die Befestigungsanlagen wurden 1601 bzw. 1749 abgetragen). Nach zahlreichen Auseinandersetzungen zwischen dem Abt von Fulda und dem Bischof von Würzburg wechselte Greßthal 1376 in den Besitz des Hochstifts Würzburg.

## Patroziniumswechsel

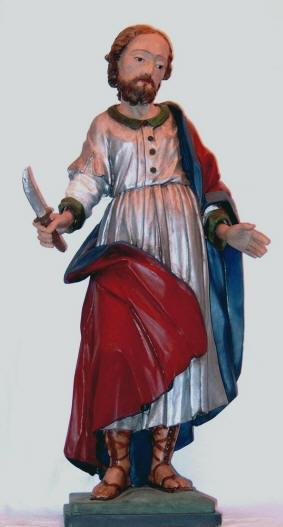
Der Hl. Bartholomäus. Aus der Werkstatt von Johann Diemer, Haßfurt. Heute im Museum der Pfarrei Greßthal.

Zum Allerheiligenfest 1443 erhob Bischof Gottfried IV. Schenk von Limpurg Greßthal zu bischöflichen Oberpfarrei. Nun regierte ein Domherr, der vom Bischof ernannt wurde, in Greßthal und den Filialen als Oberpfarrer. Die gesamte Oberpfarrei war auf Lebzeiten sein Eigentum.
Der erste Oberpfarrer von Greßthal, Eberhard von Grumbach, renovierte die Pfarrkirche im Inneren. Als Pfarrpatron setzte er nun den heiligen Bartholomäus ein. In der Mitte des 15. Jahrhunderts wurden viele Kirchen mit dem Patrozinium des Apostels Bartholomäus betitelt.

## Umbauten durch Julius Echter
Die nächste größere Baumaßnahme folgte unter Fürstbischof Julius Echter im Rahmen seiner Gegenreformation im Reichtal. Zunächst entstand nördlich des Turmes eine neue Sakristei. In ihr wurde nach Vollendung 1601 der neue spätgotische Taufstein aufgestellt. In der Wand wurde die ebenfalls spätgotische Sakramentsnische eingemauert.
Die Kirche erhielt große Spitzbogenfenster. Die trotzigen Wehranlagen um die Pfarrkirche entfernte man weitgehend bei dieser Renovierungsphase. Ein Maler aus Gerolzhofen malte von 1610 bis 1612 den Innenraum mit Ornamenten aus. An der flachen Holzdecke im Langhaus entstanden Bildszenen aus dem Leben Christi. Es war derselbe Maler, der zuvor in der Marienkapelle zu Rütschenhausen die dortigen Altäre neu fasste. Der Chorraum im Untergeschoss des Turmes blieb baulich weitgehend unverändert. Nur der Chorbogen wurde erhöht und an die Ostseite kam ein neues Fenster. Nach Abschluss der Innenrenovierung wurde von 1612 bis 1614 noch der Turm erhöht und mit der wuchtigen, typischen Echterspitze versehen. Am Martinitag 1614 fand die Weihe statt.

## Barockisierung
Die Barockisierung der Pfarrkirche begann 1749 unter Pfarrvikar Johann Sigismund Kilian. Der steile Abhang hinter der Pfarrkirche wurde abgetragen. Nach dem Abbruch des Westgiebels erfuhr das Kirchenschiff eine Erweiterung. Dabei wurde der Oberpfarrer Philipp Karl Freiherr von Fechenbach übergangen und keine Genehmigung seitens des Domkapitels eingeholt. Schließlich führte der Pfarrvikar den Bau auf eigene Kosten zu Ende.
Im Inneren wurde die Pfarrkirche mit schlichtem, aber elegant wirkendem Stuck versehen. Die barocken Altäre kamen 1761 hinzu. Gefertigt wurden diese, ebenso wie die Kanzel, von den Haßfurtern Künstlern Johann Diemer und Matthäus Mayer. Nach dem Abschluss der Barockisierung würdigte Fürstbischof Karl Philipp von Greiffenclau-Vollraths mit der Stiftung von einem weißen Ornat die Leistung von Pfarrvikar Johann Sigismund Kilian.
Zu den zwei alten Glocken, die schon vor der Barockisierung vorhanden waren, kamen 1727 und 1845 zwei neue hinzu. Dieses historische Geläut ging verloren. Die größte und die kleinste Glocke waren in a′ und dis′′ gestimmt.
Unter Pfarrer Karl Josef Pabst erfolgt im Innenraum der Pfarrkirche 1868 eine Neugestaltung. Die barocken Altäre wurden durch neuromanische ersetzt. Auch der Raum wurde in diesem Stil renoviert und reich ausgemalt.

## Die Bartholomäuskirche heute

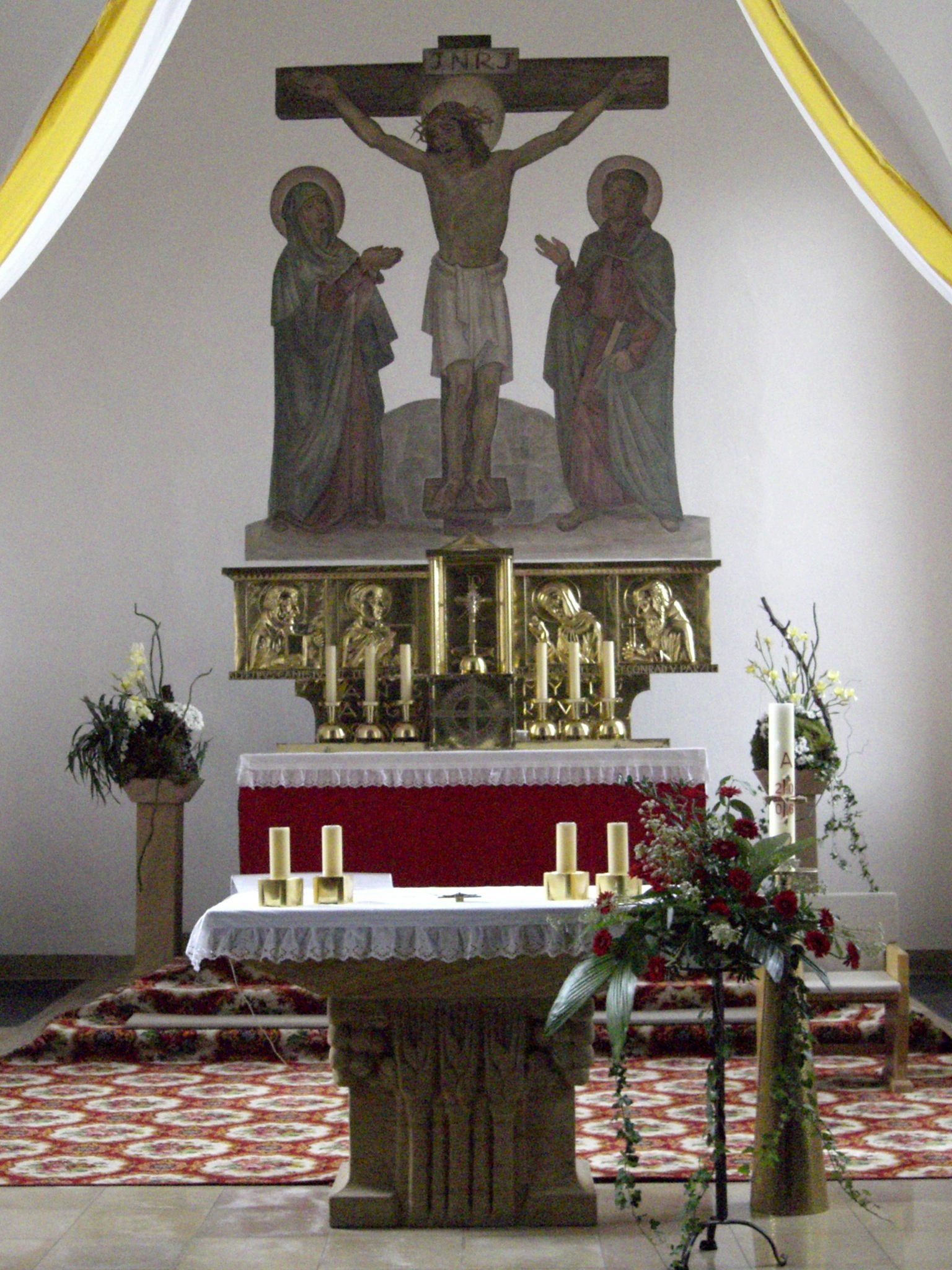
Blick in den Altarraum mit dem Kreuzigungs-Fresko von Alois Bergmann-Franken.

Nach langer Vorplanung wurde am 16. Mai 1933 der Grundstein für den notwendigen Umbau der Pfarrkirche gelegt. Am 9. Oktober 1933 konnte Bischof Matthias Ehrenfried den Kirchenraum mit seinen neuen Altäre konsekrieren. Die Fresken stammen vom Aschaffenburger Kunstmaler Alois Bergmann-Franken. Aus seiner Werkstatt kam 1956 auch der Kreuzweg. Sein Schaffen wird hier durch ein Frühwerk und ein Spätwerk vertreten. Am Hochaltar ist die Kreuzigung und am Marienaltar die Gottesmutter zu sehen. Die Altäre stammen vom Goldschmied Josef Amberg. Rechts und links vom Tabernakel sind Heilige dargestellt in der Anbetung des Christi. Die Kanzel ist das Meisterstück von Josef Wiesner. Der Schreinermeister fertigte 1933 zusammen mit dem Zimmermann Alfons Gößmann die gesamte Holzausstattung.
1987 kamen Zelebrationsaltar und Ambo hinzu. Auf dem Ambo symbolisieren Feuerzungen das Pfingstereignis. Am Volksaltar erinnern Reben und Getreideähren an Wein und Brot das bei der Eucharistiefeier zu Blut und Leib Christ gewandelt wird. An der rechten Langhauswand fand 1987 eine ehemalige Prozessionsmadonna aus der Zeit um 1860 einen neuen Platz.
Glocken: In der Turmstube befinden sich insgesamt 4 Glocken. Die drei Größeren bilden das Hauptgeläut, während es sich bei der kleinsten Glocke um einen sogenannten Zuckerhut handelt. Ihr Gussjahr wird auf ca. 1210 bis 1240 geschätzt. Leider nur von Hand läutbar dürfte sie somit eine der ältesten Glocken in ganz Unterfranken sein.